# Flacey-en-Bresse
Pour les articles homonymes, voir Flacey, Flacy et Bresse (homonymie).
Flacey-en-Bresse est une commune française située dans le département de Saône-et-Loire, en région Bourgogne-Franche-Comté.

## Géographie
Flacey-en-Bresse fait partie de la Bresse louhannaise.

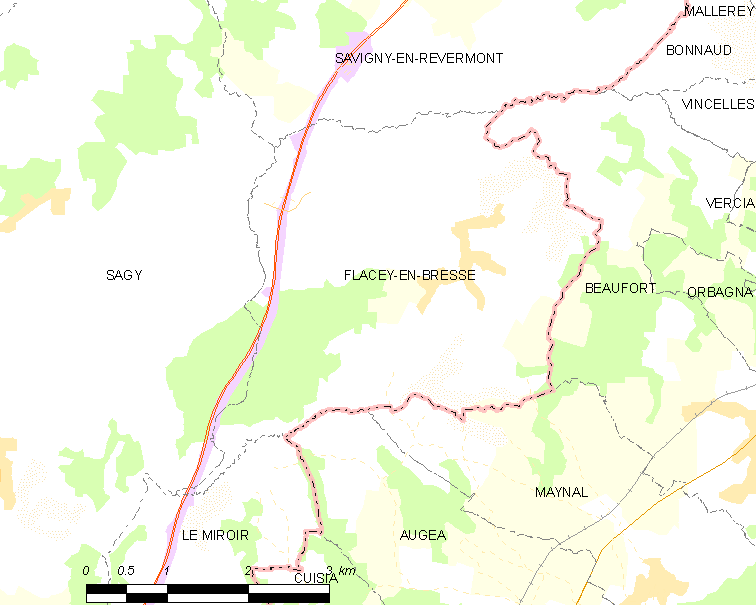
Situation de Flacey-en-Bresse.

### Climat
Pour des articles plus généraux, voir Climat de la Bourgogne-Franche-Comté et Climat de Saône-et-Loire.
En 2010, le climat de la commune est de type climat des marges montargnardes, selon une étude du Centre national de la recherche scientifique s'appuyant sur une série de données couvrant la période 1971-2000. En 2020, Météo-France publie une typologie des climats de la France métropolitaine dans laquelle la commune est exposée à un climat semi-continental et est dans la région climatique Bourgogne, vallée de la Saône, caractérisée par un bon ensoleillement (1 900 h/an), un été chaud (18,5 °C), un air sec au printemps et en été et des vents faibles.
Pour la période 1971-2000, la température annuelle moyenne est de 11,2 °C, avec une amplitude thermique annuelle de 17,6 °C. Le cumul annuel moyen de précipitations est de 1 066 mm, avec 12,3 jours de précipitations en janvier et 8,4 jours en juillet. Pour la période 1991-2020, la température moyenne annuelle observée sur la station météorologique de Météo-France la plus proche, « Lons le Saunier », sur la commune de Montmorot à 14 km à vol d'oiseau, est de 11,8 °C et le cumul annuel moyen de précipitations est de 1 147,4 mm. 
La température maximale relevée sur cette station est de 39,8 °C, atteinte le 12 août 2003 ; la température minimale est de −19,6 °C, atteinte le 9 janvier 1985,,.
Les paramètres climatiques de la commune ont été estimés pour le milieu du siècle (2041-2070) selon différents scénarios d'émission de gaz à effet de serre à partir des nouvelles projections climatiques de référence DRIAS-2020. Ils sont consultables sur un site dédié publié par Météo-France en novembre 2022.

## Urbanisme

### Typologie
Au 1er janvier 2024, Flacey-en-Bresse est catégorisée commune rurale à habitat dispersé, selon la nouvelle grille communale de densité à sept niveaux définie par l'Insee en 2022.
Elle est située hors unité urbaine et hors attraction des villes,.

### Occupation des sols
L'occupation des sols de la commune, telle qu'elle ressort de la base de données européenne d’occupation biophysique des sols Corine Land Cover (CLC), est marquée par l'importance des territoires agricoles (79,3 % en 2018), en diminution par rapport à 1990 (81,1 %). La répartition détaillée en 2018 est la suivante : zones agricoles hétérogènes (59 %), forêts (15,1 %), prairies (11,4 %), terres arables (8,9 %), zones urbanisées (3 %), zones industrielles ou commerciales et réseaux de communication (2,5 %). L'évolution de l’occupation des sols de la commune et de ses infrastructures peut être observée sur les différentes représentations cartographiques du territoire : la carte de Cassini (XVIIIe siècle), la carte d'état-major (1820-1866) et les cartes ou photos aériennes de l'IGN pour la période actuelle (1950 à aujourd'hui).

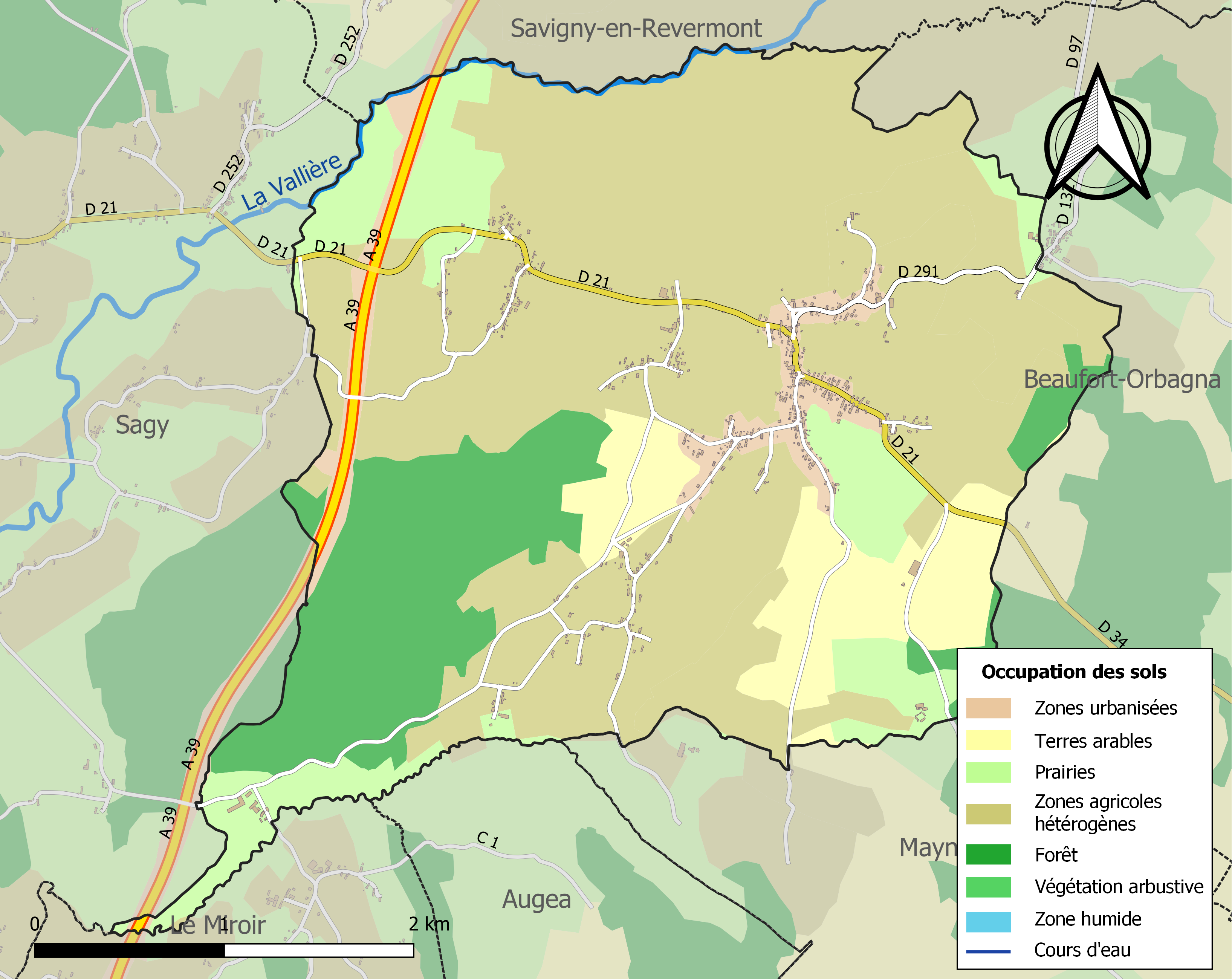
Carte des infrastructures et de l'occupation des sols de la commune en 2018 (CLC).

## Politique et administration

### Tendances politiques et résultats

#### Élections législatives
Le village de Flacey-en-Bresse faisant partie de la quatrième circonscription de Saône-et-Loire, place lors du 1er tour des élections législatives françaises de 2017, Cécile Untermaier (PS) avec 38,17 % ainsi que lors du second tour avec 68,70 % des suffrages.
Lors du 1er tour des élections législatives françaises de 2022, Cécile Untermaier (PS), députée sortante, arrive en tête avec 43,48 % des suffrages comme lors du second tour, avec cette fois-ci, 60,94 % des suffrages.

#### Élections départementales
Le village de Flacey-en-Bresse faisant partie du canton de Cuiseaux place le binôme de Frédéric Cannard (DVG) et Sylvie Chambriat (DVG), en tête, dès le 1er tour des élections départementales de 2021 en Saône-et-Loire avec 45,26 % des suffrages. Lors du second tour, les habitants décideront de placer de nouveau le binôme de Frédéric Cannard (DVG) et Sylvie Chambriat (DVG), en tête, avec cette fois-ci, près de 63,64 % des suffrages. Devant l'autre binôme menée par Sébastien Fierimonte (DIV) et Carole Rivoire-Jacquinot (DIV) qui obtient 36,36 %. Il est important de souligner une abstention record lors de ces élections qui n'ont pas épargné le village de Flacey-en-Bresse avec lors du premier tour 67 % d'abstention et au second, 67,34 %.

### Liste des maires de Flacey-en-Bresse

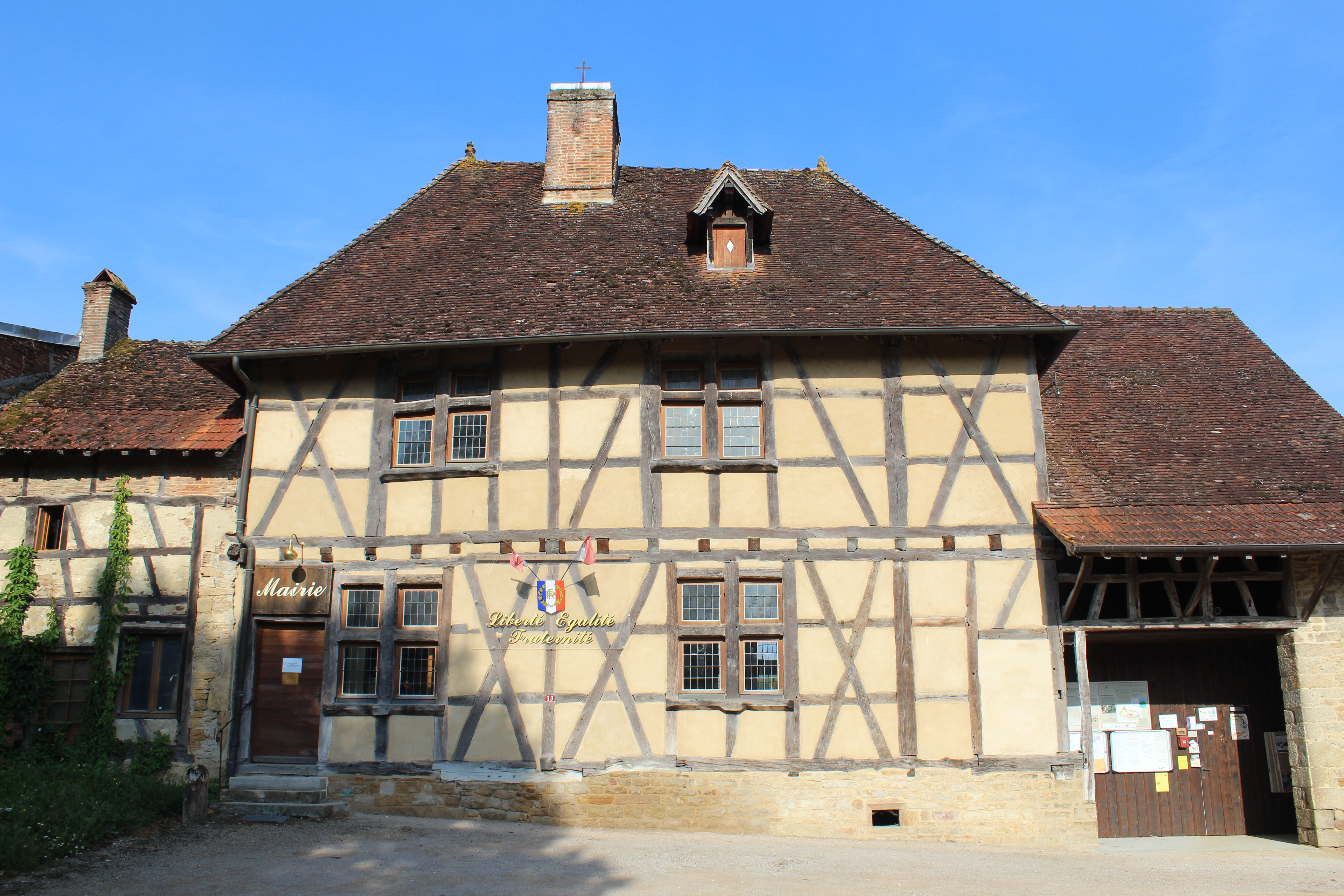
Mairie.

| Période                                  | Période   | Identité            | Étiquette | Qualité |
| ---------------------------------------- | --------- | ------------------- | --------- | ------- |
| 1983                                     | 1995      | Madeleine Belfy     |           |         |
| juin 1995                                | mars 2008 | Michel Gannat       |           |         |
| mars 2008                                | juin 2020 | Christine Bourgeois |           |         |
| juin 2020                                | En cours  | Sylvie Décuignières |           |         |
| Les données manquantes sont à compléter. |           |                     |           |         |

## Démographie
L'évolution du nombre d'habitants est connue à travers les recensements de la population effectués dans la commune depuis 1793. Pour les communes de moins de 10 000 habitants, une enquête de recensement portant sur toute la population est réalisée tous les cinq ans, les populations de référence des années intermédiaires étant quant à elles estimées par interpolation ou extrapolation. Pour la commune, le premier recensement exhaustif entrant dans le cadre du nouveau dispositif a été réalisé en 2006.

En 2022, la commune comptait 412 habitants, en évolution de +4,83 % par rapport à 2016 (Saône-et-Loire : −1,06 %, France hors Mayotte : +2,11 %).
| 1793 | 1800  | 1806  | 1821  | 1831  | 1836  | 1841  | 1846  | 1851  |
| ---- | ----- | ----- | ----- | ----- | ----- | ----- | ----- | ----- |
| 864  | 1 008 | 1 063 | 1 145 | 1 186 | 1 197 | 1 240 | 1 230 | 1 247 |

| 1856  | 1861  | 1866  | 1872  | 1876  | 1881  | 1886  | 1891 | 1896 |
| ----- | ----- | ----- | ----- | ----- | ----- | ----- | ---- | ---- |
| 1 157 | 1 137 | 1 129 | 1 132 | 1 141 | 1 079 | 1 043 | 979  | 940  |

| 1901 | 1906 | 1911 | 1921 | 1926 | 1931 | 1936 | 1946 | 1954 |
| ---- | ---- | ---- | ---- | ---- | ---- | ---- | ---- | ---- |
| 957  | 942  | 918  | 771  | 778  | 724  | 690  | 623  | 585  |

| 1962 | 1968 | 1975 | 1982 | 1990 | 1999 | 2006 | 2011 | 2016 |
| ---- | ---- | ---- | ---- | ---- | ---- | ---- | ---- | ---- |
| 529  | 459  | 366  | 364  | 351  | 353  | 368  | 361  | 393  |

| 2021 | 2022 | - | - | - | - | - | - | - |
| ---- | ---- | - | - | - | - | - | - | - |
| 412  | 412  | - | - | - | - | - | - | - |

## Cultes
Le village fut rattaché en 1986 à la paroisse de Sagy (auparavant, il faisait partie du secteur de Cuiseaux).
Fête patronale à la Saint-Martin (11 novembre).

## Culture locale et patrimoine

### Lieux et monuments

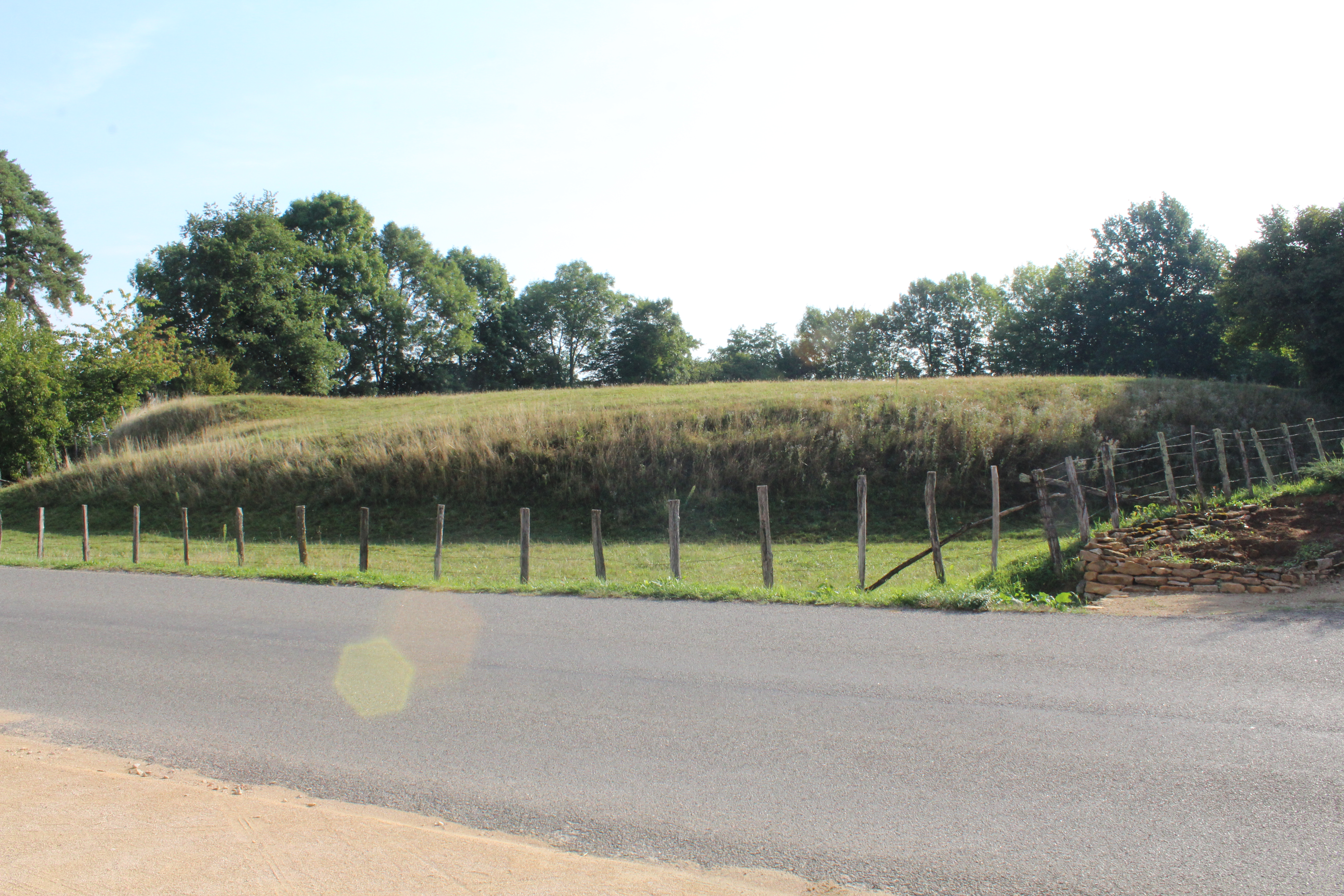
Ancienne motte castrale.

- La « Maison du sabotier », actuelle mairie, ancienne ferme bressane restaurée et datant du XVe siècle, inscrite à l'Inventaire supplémentaire des Monuments Historiques le 3 janvier 1989[20].
- L'église, sous le vocable de saint Martin, en forme de croix latine. Au début du XIXe siècle, l'édifice était dans un grand délabrement. En 1828, d'importants travaux furent entrepris sur le bâtiment, dont la reconstruction de la nef. Le clocher-porche fut ajouté en 1877 et le mobilier fut aussi changé : le baptistère (1877) et les bancs aux côtés décorés (1888). Alors que beaucoup d'églises de Bresse sont construites en briques, l'église de Flacey est en pierre, grâce à la proximité des montagnes du Jura. Les derniers travaux ont été réalisés en 2003 par la commune[21].
- Devant l'église, se dressant sur un piédestal de pierre : la croix en fer forgé de l’ancien cimetière, décorée de losanges flammés et de cercles alternés.
- Ancienne motte castrale (propriété privée), située non loin de l'église et de la mairie, qui servit longtemps d'emplacement à une maison forte que les textes appellent également château[22].

### Personnalités liées à la commune
- François Cabeau (1756-1820), militaire, né dans la commune.
- L'abbé Jean-Pierre Pernin (1822-1909), missionnaire, né dans la commune.

## Pour approfondir